# Port lotniczy Londyn-Heathrow
Port lotniczy Londyn-Heathrow (ang. London Heathrow Airport, kod IATA: LHR, kod ICAO: EGLL) – port lotniczy na zachodnim skraju Londynu, w gminie Hillingdon, położony 24 km od centrum miasta, największy port lotniczy w Europie. W 2012 port lotniczy Heathrow obsłużył 70 037 417 pasażerów, co uplasowało go na trzecim miejscu na świecie pod względem wielkości ruchu pasażerskiego, po portach Chicago-O’Hare i Atlanta – Hartsfield-Jackson.
W Europie port lotniczy zajmuje pierwsze miejsce pod względem liczby pasażerów w roku (2006), trzecie pod względem liczby operacji lotniczych w roku (2005) i czwarte pod względem ilości przeładowanych towarów w roku (2005). Port zajmuje pierwsze miejsce na świecie pod względem liczby obsługiwanych pasażerów w ruchu międzynarodowym.
Port lotniczy posiada pięć terminali lotniczych. Planuje się także budowę trzeciego pasa startowego, obok istniejących równoległych pasów usytuowanych w kierunku wschód-zachód. Heathrow jest obsługiwane przez ok. 90 linii lotniczych. Port lotniczy oferuje regularne połączenia z ponad 90 krajami świata. Posiada ILS kategorii III B.
Heathrow jest jednym z sześciu portów lotniczych obsługujących metropolię londyńską (obok City, Gatwick, Stansted, Luton i Southend), i jedynym z dwóch (obok City) leżących na obszarze Wielkiego Londynu. Komunikację z portem lotniczym zapewniają autostrady M4 i M25, docierające do terminali linie kolejowe, autobusowe i autokarowe oraz linia metra.
Zobacz zapytanie i odniesienia źródłowe Wikidata o wartości.

## Linie lotnicze i kierunki lotów
| Linia lotnicza                | Kierunek |
| ----------------------------- | --- |
| Aegean Airlines               | 1. Ateny |
| Aer Lingus                    | 1. Cork 2. Dublin 3. Knock 4. Shannon |
| Aeroméxico                    | 1. Meksyk |
| Air Algerie                   | 1. Algier |
| Air Astana                    | 1. Aktau 2. Ałmaty |

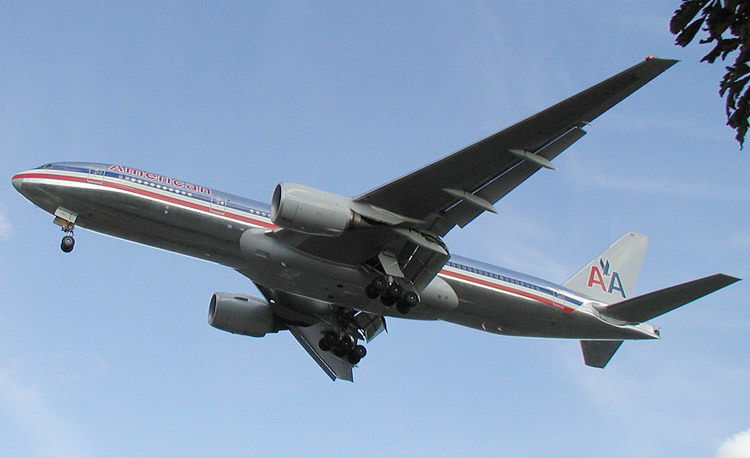
Boeing 777-200 linii American Airlines lądujący na Heathrow

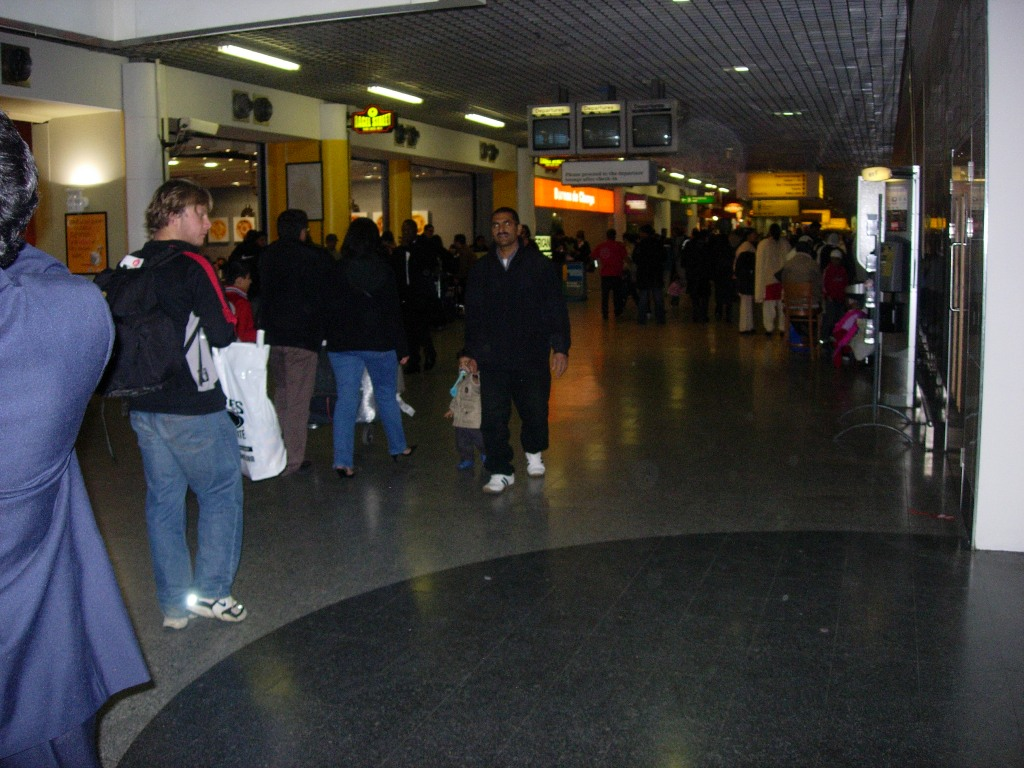
Hala odlotów w terminalu 3

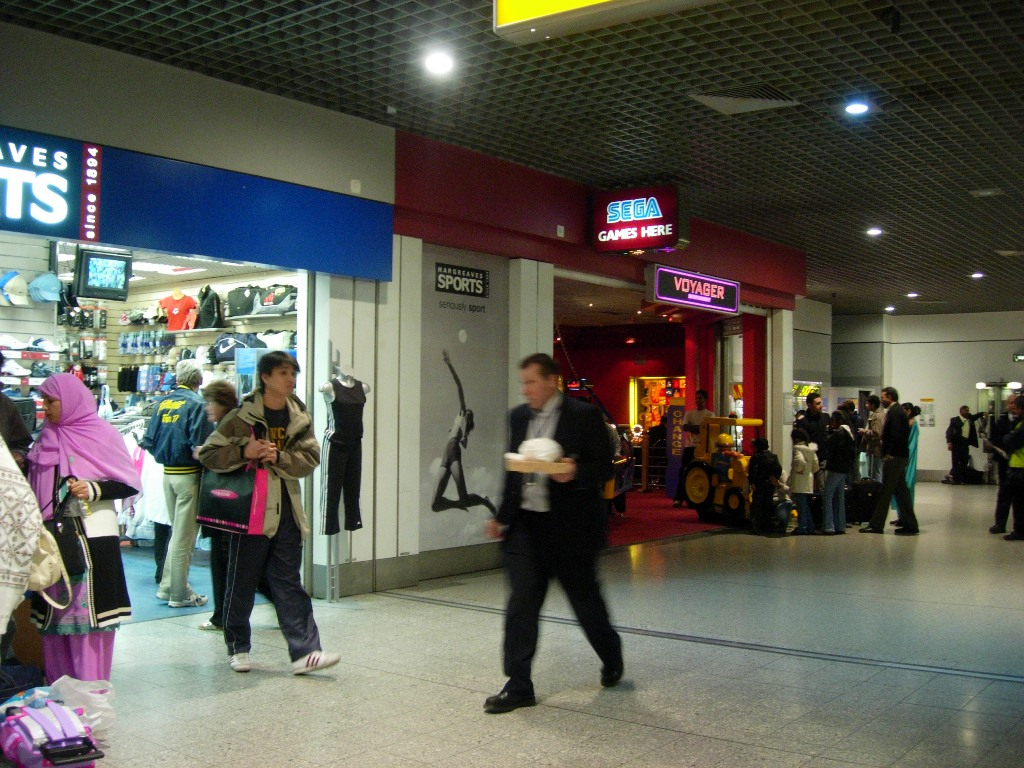
Część handlowa w hali odlotów terminalu 3

| Air Canada                    | 1. Calgary 2. Halifax 3. Montreal-Trudeau 4. Ottawa (wznowione 31 marca 2025) 5. Toronto-Pearson 6. Vancouver Sezonowo: 1. Mumbaj |
| Air China                     | 1. Pekin 2. Chengdu |
| Air France                    | 1. Nicea 2. Paryż-Charles de Gaulle |
| Air India                     | 1. Delhi 2. Mumbaj |
| Air Serbia                    | 1. Belgrad |
| All Nippon Airways            | 1. Tokio-Haneda |
| American Airlines             | 1. Boston 2. Charlotte 3. Chicago-O’Hare 4. Dallas-Fort Worth 5. Los Angeles 6. Miami 7. Nowy Jork-JFK 8. Filadelfia 9. Phoenix 10. Raleigh/Durham |
| Asiana Airlines               | 1. Seul-Inczon |
| Austrian Airlines             | 1. Wiedeń |
| Avianca                       | 1. Bogota |
| Azerbaijan Airlines           | 1. Baku |
| Beijing Capital Airlines      | 1. Qingdao |
| Biman Bangladesh Airlines     | 1. Dhaka 2. Srihotto |
| British Airways               | 1. Aberdeen 2. Abu Zabi 3. Abudża 4. Akra 5. Amman 6. Amsterdam 7. Ateny 8. Atlanta 9. Austin 10. Bahrajn 11. Baltimore 12. Bengaluru 13. Barbados 14. Barcelona 15. / Bazylea 16. Pekin-Daxing (do 24 października 2024) 17. Belfast-City 18. Belgrad 19. Berlin 20. / Bermudy 21. Billund 22. Bolonia 23. Boston 24. Bruksela 25. Bukareszt 26. Budapeszt 27. Buenos Aires 28. Kair 29. Kapsztad 30. Ćennaj 31. Chicago-O’Hare 32. Cincinnati 33. Kopenhaga 34. Kolonia/Bonn 35. Dallas-Fort Worth 36. Delhi 37. Denver 38. Doha 39. Dubaj 40. Dublin 41. Düsseldorf 42. Dżudda (wznowione 4 listopada 2024) 43. Edynburg 44. Frankfurt 45. Madera (do 26 października 2024) 46. Genewa 47. / Gibraltar 48. Glasgow 49. Göteborg 50. / Kajmany 51. Hamburg 52. Hanower 53. Hongkong 54. Houston-Intercontinental 55. Hajdarabad 56. Inverness 57. Islamabad 58. Stambuł 59. Stambuł-Sabiha Gökçen 60. / Jersey 61. Johannesburg 62. Kraków 63. Kuala Lumpur (wznowione 10 listopada 2024) 64. Kuwejt 65. Lagos 66. Larnaka 67. Las Vegas 68. Lizbona 69. Lublana 70. Los Angeles 71. Luksemburg 72. Lyon 73. Madryt 74. Malaga 75. Male 76. Manchester 77. Marrakesz 78. Marsylia 79. Meksyk 80. Miami 81. Mediolan-Linate 82. Mediolan-Malpensa 83. Montreal-Trudeau 84. Mumbaj 85. Monachium 86. Nairobi 87. Neapol 88. Nashville 89. Nassau 90. Newark 91. Newcastle 92. Nowy Orlean 93. Nowy Jork-JFK 94. Nicea 95. Oslo-Gardermoen 96. Paryż-Charles de Gaulle 97. Filadelfia 98. Phoenix 99. Piza 100. Pittsburgh 101. Portland 102. Praga 103. / Providenciales 104. Reykjavík-Keflavík 105. Ryga 106. Rio de Janeiro-Galeão 107. Rijad 108. Rzym-Fiumicino 109. San Diego 110. San Francisco 111. Santiago de Chile 112. São Paulo-Guarulhos 113. Seattle-Tacoma 114. Szanghaj-Pudong 115. Singapur 116. Sofia 117. Sztokholm-Arlanda 118. Stuttgart 119. Sydney 120. Tel Awiw 121. Teneryfa-Południe 122. Tirana 123. Tokio-Haneda 124. Toronto-Pearson 125. Tromsø (od 1 grudnia 2024) 126. Tuluza 127. Walencja 128. Vancouver 129. Wenecja 130. Wiedeń 131. Warszawa-Chopin 132. Waszyngton-Dulles 133. Zagrzeb 134. Zurych Sezonowo: 1. Bodrum 2. Brindisi 3. Chania 4. Korfu 5. Dalaman 6. Dubrownik 7. Faro 8. Figari 9. Florencja 10. Grenoble 11. Heraklion 12. Ibiza 13. Innsbruck 14. Izmir 15. Kalamata 16. Kefalonia 17. Kos 18. Mykonos 19. Olbia 20. Palermo 21. Palma de Mallorca 22. Pafos 23. Perugia 24. Ponta Delgada 25. Preweza 26. Pula 27. Rodos 28. Salzburg 29. Santorini 30. Split 31. Saloniki 32. Turyn 33. Zakintos |
| Brussels Airlines             | 1. Bruksela |
| Bulgaria Air                  | 1. Sofia |
| Cathay Pacific                | 1. Hongkong |
| China Airlines                | 1. Tajpej-Taoyuan |
| China Eastern Airlines        | 1. Szanghaj-Pudong |
| China Southern Airlines       | 1. Pekin-Daxing 2. Guangzhou 3. Wuhan |
| Croatia Airlines              | 1. Zagrzeb Sezonowo: 1. Split |
| Delta Air Lines               | 1. Atlanta 2. Boston 3. Detroit 4. Minneapolis 5. Nowy Jork-JFK 6. Salt Lake City 7. Seattle-Tacoma |
| EgyptAir                      | 1. Kair Sezonowo: 1. Luksor |
| El Al                         | 1. Tel Awiw |
| Emirates                      | 1. Dubaj |
| Ethiopian Airlines            | 1. Addis Abeba |
| Etihad Airways                | 1. Abu Zabi |
| Eurowings                     | 1. Kolonia/Bonn 2. Düsseldorf 3. Hamburg 4. Stuttgart |
| EVA Air                       | 1. Bangkok-Suvarnabhumi 2. Tajpej-Taoyuan |
| Finnair                       | 1. Helsinki |
| Gulf Air                      | 1. Bahrajn |
| Hainan Airlines               | 1. Changsha 2. Haikou |
| Iberia                        | 1. Madryt |
| Icelandair                    | 1. Reykjavík-Keflavík |
| Iran Air                      | 1. Teheran-Imam Khomeini |
| Japan Airlines                | 1. Tokio-Haneda |
| JetBlue Airways               | 1. Boston 2. Nowy Jork-JFK |
| Kenya Airways                 | 1. Nairobi |
| KLM                           | 1. Amsterdam |
| KM Malta Airlines             | 1. Malta |
| Korean Air                    | 1. Seul-Inczon |
| Kuwait Airways                | 1. Kuwejt |
| LATAM Brasil                  | 1. São Paulo-Guarulhos |
| Loganair                      | 1. Derry 2. Dundee 3. / Wyspa Man 4. Kirkwall 5. Sumburgh |
| LOT                           | 1. Warszawa-Chopin |
| Lufthansa                     | 1. Frankfurt 2. Monachium Sezonowo: 1. Salzburg |
| Malaysia Airlines             | 1. Kuala Lumpur |
| Middle East Airlines          | 1. Bejrut |
| Oman Air                      | 1. Maskat |
| Qantas                        | 1. Perth 2. Singapur 3. Sydney |
| Qatar Airways                 | 1. Doha |
| Royal Air Maroc               | 1. Casablanca |
| Royal Brunei Airlines         | 1. Bandar Seri Begawan 2. Dubaj |
| Royal Jordanian               | 1. Amman |
| RwandAir                      | 1. Kigali |
| Saudia                        | 1. Dżudda 2. Neom Bay 3. Rijad |
| Scandinavian Airlines System  | 1. Kopenhaga 2. Oslo-Gardermoen 3. Stavanger 4. Sztokholm-Arlanda Sezonowo: 1. Bergen |
| Shenzhen Airlines             | 1. Shenzhen |
| Singapore Airlines            | 1. Singapur |
| SriLankan Airlines            | 1. Kolombo |
| Swiss International Air Lines | 1. Genewa 2. Zurych |
| TAP Portugal                  | 1. Lizbona |
| TAROM                         | 1. Bukareszt |
| Thai Airways International    | 1. Bangkok-Suvarnabhumi |
| Tianjin Airlines              | 1. Chongqing 2. Tiencin 3. Xi’an |
| Tunisair                      | 1. Tunis |
| Turkish Airlines              | 1. Stambuł |
| United Airlines               | 1. Chicago-O’Hare 2. Denver 3. Houston-Intercontinental 4. Los Angeles 5. Newark 6. San Francisco 7. Waszyngton-Dulles |
| Uzbekistan Airways            | 1. Taszkent |
| Vietnam Airlines              | 1. Hanoi 2. Ho Chi Minh |
| Virgin Atlantic Airways       | 1. Antigua 2. Atlanta 3. Bengaluru 4. Barbados 5. Boston 6. Delhi 7. Grenada 8. Johannesburg 9. Lagos 10. Las Vegas 11. Los Angeles 12. Miami 13. Montego Bay 14. Mumbaj 15. Nassau 16. Nowy Jork-JFK 17. Orlando 18. / Providenciales 19. San Francisco 20. Seattle-Tacoma 21. Szanghaj-Pudong 22. Argyle 23. Tampa 24. Tel Awiw (powrót od 4 września 2024) 25. Toronto-Pearson (powrót od 30 marca 2025) 26. Waszyngton-Dulles Sezonowo: 1. Kapsztad 2. Dubaj 3. Male 4. Saint Lucia |
| Vistara                       | 1. Delhi 2. Mumbaj |
| Vueling Airlines              | 1. Barcelona 2. Paryż-Orly |
| WestJet                       | 1. Calgary |